# Geai à dos violet
Cyanocorax beecheii
Espèce
Statut de conservation UICN

 LC  : Préoccupation mineure
Le Geai à dos violet (Cyanocorax beecheii) est une espèce de passereaux de la famille des Corvidae. 
Il peuple les zones côtières du nord-ouest du Mexique (du sud du Sonora au nord du Nayarit) où son habitat est principalement la forêt feuillue sèche. 